# Srŏk Puŏk
Srŏk Puŏk är ett distrikt i Kambodja.   Det ligger i provinsen Siem Reap, i den västra delen av landet, 250 km nordväst om huvudstaden Phnom Penh.